# 白云石
白云石（英語：dolomite）是一種礦物，其化学成分为鈣、鎂的碳酸鹽（化學式為CaMg(CO3)2，碳酸镁钙），晶体属三方晶系的碳酸盐矿物。白云石的晶体结构与方解石类似，晶形为菱面体，晶面常弯曲成马鞍状，聚片双晶常见，多呈块状、粒状集合体。纯白云石为白色，因含其他元素和杂质有时呈灰绿、灰黄、粉红等色，玻璃光泽。三组菱面体解理完全，性脆。摩氏硬度3.5-4，比重2.8-2.9。矿物粉末在冷稀盐酸中反应缓慢。

## 鉴定特征

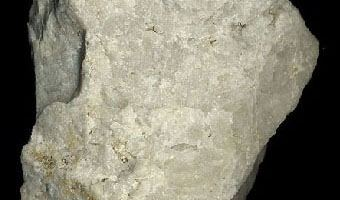

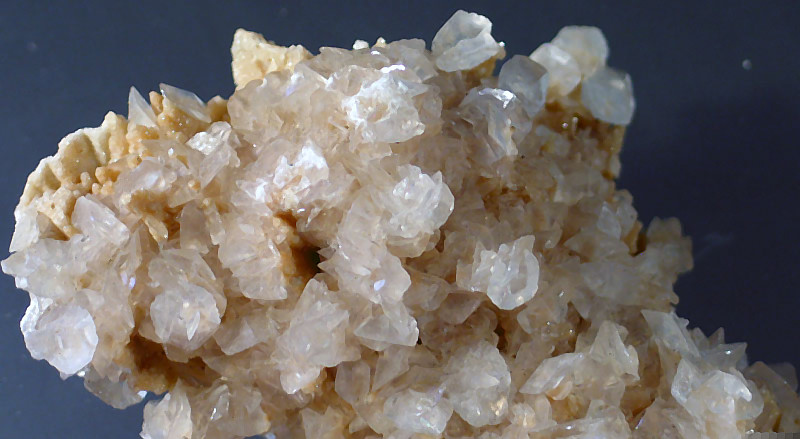
白云石。

以硬度稍大，在冷稀盐酸中反应缓慢等特征，可与相似的方解石相区别。
白云石是组成白云岩和白云质灰岩的主要矿物成分。
白云石可用作冶金熔剂、耐火材料、建筑材料和玻璃、陶瓷的配料。